# Supertraccia
Nella teoria delle superalgebre, se T è una supermatrice quadrata (oppure una matrice a blocchi decomponibile in parti pari e dispari) del tipo:
{\displaystyle T={\begin{pmatrix}T_{00}&T_{01}\\T_{10}&T_{11}\end{pmatrix}}}
la supertraccia della matrice T è data da:
str(T) = l'ordinaria traccia di T0 0 −  l'ordinaria traccia di T11.
Si può dimostrare che la supertraccia non dipende dalla base scelta per esprimere la supermatrice.

## Supermatrice
In mathematica e in fisica teorica, una supermatrice è analoga ad una Z2-graded di una ordinaria matrice. In particolare una supermatrice è una matrice a blocchi 2×2 i cui elementi sono relativi ad una superalgebra. Gli esempi più importanti sono quelli relativi ad un'algebra esterna su di un ordinario campo.
Le supermatrici hanno importanti applicazioni nel campo della supersimmetria.

### Definizione di supermatrice
Sia R una fissata superalgebra a cui si richiede che sia unitaria and associativa (in generale si richiede che R sia supercommutativo).
Siano  p, q, r, and s  quattro numeri interi non negativi, allora una supermatrice di dimensioni (r|s)×(p|q) è una matrice ad elementi in R che ha la struttura di una matrice a blocchi 2×2:
{\displaystyle X={\begin{bmatrix}X_{00}&X_{01}\\X_{10}&X_{11}\end{bmatrix}}}
con un numero totale di r+s di colonne e con un numero totale di p+q di colonne. Una ordinaria (non-graded) matrice può essere pensata come una supermatrice con q e s che sono zero.
Una supermatrice quadrata è una matrice con (r|s) = (p|q), ciò significa che non solo la matrice X e una quadrata, ma anche che le matrici a blocchi X00 e X11 siano pure quadrate.

## Bereziniano
In matematica e fisica teorica, il bereziniano o il superdeterminante è una generalizzazione del determinante al caso di una supermatrice. Il nome deriva dal matematico Felix Berezin. Il bereziniano svolge un ruolo analogo a quello del determinante nel valutare i cambiamenti di coordinate per le integrazioni su una supervarietà.

### Definizione del bereziniano
Il bereziniano è definito univocamente dalla definizione delle seguenti due proprietà:
- {\displaystyle \operatorname {Ber} (XY)=\operatorname {Ber} (X)\operatorname {Ber} (Y)}
- {\displaystyle \operatorname {Ber} (e^{X})=e^{\operatorname {str(X)} }}

dove con str(X) indichiamo la supertraccia di X. A differenza del determinante classico, il Bereziniano è definito solo per una supermatrice invertibile. 
Il caso più semplice da considerare è la bereziniano di una supermatrice con valori in un campo K. Le supermatrici di questo tipo rappresentano trasformazioni lineari di un superspazio vettoriale su K. Una particolare forma di supermatrice è una matrice a blocchi del tipo:
{\displaystyle X={\begin{bmatrix}A&0\\0&D\end{bmatrix}}}
Tale matrice è invertibile se e solo se A e D sono matrici invertibili su K. In questo caso particolare il bereziniano di X è dato da:
{\displaystyle \operatorname {Ber} (X)=\det(A)\det(D)^{-1}}.
La ragione dell'esponente negativo deriva dalla formula di sostituzione nel caso degli integrali di Grassman.

## Numero di Grassmann
In Fisica matematica, un numero di Grassmann (chiamato numero anticommutante) è una quantità {\displaystyle \theta _{i}} che anticommuta con gli altri numeri di Grassmann, ma commuta con i numeri ordinari {\displaystyle x_{j}},
{\displaystyle \theta _{i}\theta _{j}=-\theta _{j}\theta _{i}\qquad \theta _{i}x_{j}=x_{j}\theta _{i}.}
In particolare, il quadrato di un numero di Grassmann è nullo:
{\displaystyle \theta _{i}\theta _{i}=0.}
L'algebra generata da un insieme di numeri di Grassmann è nota come algebra di Grassmann (o algebra esterna). L'algebra di Grassmann generata da n numeri di Grassmann linearmente indipendenti ha dimensione 2n. Questi enti prendono il nome da Hermann Grassmann.
Ad esempio se n=3, abbiamo gli elementi linearmente indipendenti:
{\displaystyle \theta _{1},\theta _{2},\theta _{3}}
{\displaystyle \theta _{1}\theta _{2},\theta _{2}\theta _{3},\theta _{3},\theta _{1}}
{\displaystyle \theta _{1}\theta _{2}\theta _{3}}
che insieme all'unità 1, formano uno spazio 23=8-dimensionale.
L'algebra di Grassman è l'esempio prototipo di algebre supercommutative. Queste sono algebre con una decomposizione in variabili pari e dispari che soddisfa una versione gradata della commutatività (in particolare, elementi dispari anticommutano).

## Rappresentazione matriciale
I numeri di Grassmann possono sempre venire rappresentati da matrici. Consideriamo, ad esempio, l'algebra di Grassmann generata da due numeri di Grassmann {\displaystyle \theta _{1}} e {\displaystyle \theta _{2}}. Questi numeri possono essere rappresentati da matrici 4×4:
{\displaystyle \theta _{1}={\begin{bmatrix}0&0&0&0\\1&0&0&0\\0&0&0&0\\0&0&1&0\\\end{bmatrix}}\qquad \theta _{2}={\begin{bmatrix}0&0&0&0\\0&0&0&0\\1&0&0&0\\0&-1&0&0\\\end{bmatrix}}\qquad \theta _{1}\theta _{2}=-\theta _{2}\theta _{1}={\begin{bmatrix}0&0&0&0\\0&0&0&0\\0&0&0&0\\1&0&0&0\\\end{bmatrix}}}
In generale, una algebra di Grassmann con n generatori può venire rappresentata da 2n × 2n matrici quadrate. Fisicamente queste matrici possono venir pensate come operatori di creazione agenti su uno spazio di Hilbert di n fermioni nella base del numero di occupazione. Dal momento che il numero di occupazione per ciascun fermione è o 0 o 1, ci sono 2n stati possibili. Matematicamente, queste matrici possono essere interpretate come operatori lineari corrispondenti alla moltiplicazione sinistra dell'algebra esterna sull'algebra di Grassmann stessa.